# Diocesi di Case Calane
La diocesi di Case Calane (in latino: Dioecesis Casensis Calanensis) è una sede soppressa e sede titolare della Chiesa cattolica.

## Storia
Case Calane, nella regione di Tacarata nell'odierna Algeria, è un'antica sede sede episcopale della provincia romana di Numidia.
Sono solo due i vescovi attribuiti a questa diocesi africana. Alla conferenza di Cartagine del 411, che vide riuniti assieme i vescovi cattolici e donatisti dell'Africa romana, prese parte il cattolico Fortunato, che dichiarò che nella sua diocesi non esisteva un vescovo donatista. Gli rispose il vescovo donatista di Tacarata, Verissimo, affermando che Case Calane faceva parte della sua diocesi, e vi era rappresentato dal sacerdote Vittorino. Nelle sottoscrizioni della lettera sinodale del concilio antipelagiano celebrato a Milevi nel 416 si trova il nome di Fortunato, senza indicazione della sede di appartenenza; potrebbe trattarsi del vescovo di Case Calane, oppure dell'omonimo vescovo di Vadesi.
Secondo vescovo noto è Optanzio, il cui nome appare al 43º posto nella lista dei vescovi della Numidia convocati a Cartagine dal re vandalo Unerico nel 484; Optanzio, come tutti gli altri vescovi cattolici africani, fu condannato all'esilio.
Dal 1933 Case Calane è annoverata tra le sedi vescovili titolari della Chiesa cattolica; dal 7 maggio 2004 il vescovo titolare è Richard Brendan Higgins, già vescovo ausiliare dell'ordinariato militare negli Stati Uniti d'America.

## Cronotassi

### Vescovi residenti
- Fortunato † (prima del 411 - dopo il 416 ?)
- Optanzio † (menzionato nel 484)

### Vescovi titolari
- Jesús Agustín López de Lama, C.P. † (10 giugno 1966 - 5 novembre 1977 dimesso)
- Luis Reynoso Cervantes † (13 aprile 1978 - 15 luglio 1982 nominato vescovo di Ciudad Obregón)
- Manuel Mireles Vaquera † (16 ottobre 1982 - 28 aprile 1988 nominato prelato coadiutore di El Salto)
- Hilário Moser, S.D.B. (17 agosto 1988 - 27 maggio 1992 nominato vescovo di Tubarão)
- Ricardo Jorge Valenzuela Ríos (27 novembre 1993 - 24 maggio 2003 nominato ordinario militare del Paraguay)
- Patrick Christopher Pinder (27 giugno 2003 - 17 febbraio 2004 nominato arcivescovo di Nassau)
- Richard Brendan Higgins, dal 7 maggio 2004